# Бичерин
Бичери́н (итал. Bicerin, пьем. маленький стакан) — напиток на основе кофе, появившейся в Турине (Италия).
Напиток подается в кафе Турина с 18 века. В 1852 году о нем положительно отзывался Александр Дюма.
В 2001 году бичерин был признан «традиционным продуктом Пьемонта» в официальном бюллетене региона Пьемонт.
Бичерин готовится из эспрессо, горячего шоколада и сливок, которые наливаются слоями и подаются в небольшом стеклянном стакане.